# Play (amerikai magazin)
A Play egy amerikai videójáték, anime, manga, film, DVD, televízió, képregény és zene magazin. A Fusion Publishing, Inc. adta ki 2001 és 2010 között.
A magazin játékokkal, animékkel és más médiajelenségekkel kapcsolatos előzeteseket és kritikákat tartalmaz. Azért foglalkoznak ezekkel a témákkal, mert a szerkesztőség véleménye szerint nagy átfedés van a két téma közönsége között. A honlapon van közvélemény-kutatás, olvashatóak a szerkesztők blogjai valamint jelentős mértékű archívum áll a közönség rendelkezésére.
Szintén itt található meg a népszerű "Girls of Gaming".
2010 februárjában a magazin csődbe ment, és azóta az összes elérhetősége megszűnt.

## Külső hivatkozások
- Hivatalos weboldal